# Albert Micallef
Albert Micallef (nascido em 23 de novembro de 1958) é um ex-ciclista maltês que competiu no ciclismo nos Jogos Olímpicos de Verão de 1980, representando o Malta.